# Sunčeva termoelektrana Themis
Sunčeva termoelektrana Themis je centar za istraživanje i razvoj koji se najviše fokusira na sunčevu energiju. Nalazi se u blizini naselja Targassonne, u departmanu Istočni Pirineji, na jugu Francuske. Udaljena je 3 km od najveće svjetske sunčeve peći solarne peći u Odeillu.

## Lokacija postrojenja
THEMIS solarni toranj, u vlasništvu Glavnog vijeća Istočnih Pirineja, strateški je smješten u regiji Cerdanya, u Istočnim Pirinejima, jer su uvjeti izvrsni za solarnu energiju. Prvo, Cerdanya ima gotovo 2.400 sunčanih sati godišnje; drugo, vrlo niska brzina vjetra ograničava vrijeme prekida postrojenja ; treće ,mjesto je na visokoj uzvisini te prima jaču sunčevu svjetlost. Zemljište izabrano za postrojenje je na padini između 6° i 18°, što je pogodno za solarni toranj.

## THEMIS centar za istraživanje i razvoj
Istraživanje i razvoj su najviše usredotočeni na solarnu energiju. Themis je fotonaponska elektrana, solarna termoelektrana, ali je također i ustanova za istraživanje.

### THEMIS solarna toplinska energija
Izlazna snaga termoelektrane 1983. je bila 2MW. Kotao se grijao pomoću niza od 201 zrcala na vrhu tornja visokog 100m, gdje je rashladna tekućina (rastaljene soli) prenosila toplinsku energiju do generatora pare, preko kojeg bi se napajala električna turbina. Rastaljene soli su bile: kalijev nitrat (53%), natrijev nitrit (40%) i natrijev nitrat (7 %). Temperatura izlazne tekućine je na ulazu bila 250 °C, a na izlazu 450 °C. Para generirana u generatoru je bila pod tlakom od 50 bara i pri temperaturi od 430 °C.

## Povijest
Prva THEMIS solarna elektrana je bila eksperimentalna solarna ustanova koja je proizvodila energiju između 1983. I 1986., a onda se zatvorila dijelom zbog poteškoća s rashladnim sustavom, dijelom zbog političke i financijske podrške. Izgradnja je započela 1979. godine s troškovima od 300 milijuna francuskih franaka ( oko 45 milijuna eura), te je njome upravljala Electricite de France (EDF).
Tvrtka je ušla u hibernaciju u kojoj je bila više od 20 godina, te se pretvorila u znanstvenu ustanovu CERN-a, i u Komisiju za atomsku energiju s naglaskom na astrofiziku, s poznatim teleskopom Cherenkov koji je mjerio gama zrake koje udaraju u atmosferu (vidi IACT). 
Glavno vijeće Istočnih Pirineja je 2004. osmislilo plan rehabilitacije, u cilju proizvodnje energije i stvaranja centra za istraživanje i razvoj solarne energije, skupa s Centre national de la recherche scientifique (CNRS) i Tescol-om, lokalnim tehničkim uredom.
THEMIS još uvijek ima 201 uređaj koji prate sunce, zvanih heliostati, od kojih je većina opremljena sa zrcalima (53.70 m² svako),  obuhvaćajući površinu od 11.800 m² ukupno. Na taj način se sunčeva energija može poslati prema hot spot-u na vrhu 104m visokog središnjeg tornja, gdje je bio izvorno postavljen kotao (koji je sada dio izložbe izvan sunčeve peći solarne peći u Odellio-u). Heliostati, međutim, nisu u funkciji.
Kod tri reda heliostata najdalje od tornja bit će zamijenjena zrcala s fotonaponskim čelijama. Neke od ovih ćelija će pratiti sunce, a neke ne. Na taj način će se mjeriti razlika u učinkovitosti.
Cilj rehabilitacijskog projekta je popraviti polovinu heliostata u cilju dobivanja energije od 1MW, zahvaljujući plinskoj turbini postavljenoj na vrhu tornja i u drugoj polovici zamijeniti zrcala sa solarnim čelijama.